# Ludvík Souček
Ludvík Souček (ur. 17 maja 1926, zm. 26 grudnia 1978) – czeski pisarz science fiction, lekarz i popularyzator nauki. Po ukończeniu w 1951 r. studiów medycznych na Uniwersytecie Karola w Pradze pracował jako asystent w klinice stomatologicznej, następnie wyjechał na 2 lata do Korei Północnej, gdzie był lekarzem wojskowym. Po powrocie do kraju pracował m.in. w czeskim Ministerstwie Obrony Narodowej, w telewizji i wydawnictwie „Albatros”. Współpracownik czasopism dla młodzieży „Ohniček” i „Vpřed”. Znawca twórczości Juliusza Verne’a, interesował się także fotografią i teorią Ericha von Dänikena.

## Twórczość
Debiutował jako twórca literatury fantastycznonaukowej i popularnonaukowej dla dzieci i młodzieży. Najbardziej znana jest jego trylogia science fiction Tajemnica ślepych ptaków, Znak jeźdźca i Jezioro Słoneczne, której pierwszy tom nawiązuje do znanej powieści Verne’a Wyprawa do wnętrza Ziemi. Trylogia kilkakrotnie zajmowała pierwsze miejsce na liście najpopularniejszych czeskich książek SF. Inne utwory fantastycznonaukowe to Blázni z Hepteridy, Železo přichází z hvězd, Bohové Altantidy. Bestsellerem w Czechosłowacji stała się książka Tušeni stinu. Hledámi ztracených civilizaci, w której przedstawia własne hipotezy wyjaśniające zagadki dawnych cywilizacji. Kontynuacją tej pracy była Tušení souvislosti, natomiast część trzecia – Tušení světla zaginęła i znana jest tylko we fragmentach. Efektem zainteresowania Součka fotografiką były poświęcone jej książki: Speciální fotografické techniky, Jak se světlo naučilo kreslit i rubryka fotograficzna prowadzona w dzienniku „Mladá Fronta”. Twórczość Součka odegrała istotną rolę w formowaniu się czeskiego fandomu. Jego utwory były tłumaczone na wiele języków europejskich.

## Publikacje
- 1951: Hrajeme maňáskové divadlo
- 1962: Hrátky kolem křižovatky (dla dzieci)
- 1963: Jak se světlo naučilo kreslit (teoria fotografii)
- 1964: Cesta slepých ptáků (Tajemnica ślepych ptaków, 1968)
- 1965: Krotitelé ďáblů (Poskromiciele diabłów, 1967)
- 1965: Co oko nevidí (teoria fotografii)
- 1966: Cesta k moderní fotografii (teoria fotografii)
- 1967: Cesta slepých ptáků II. Runa rider (Znak jeźdźca, 1970)
- 1968: Cesta slepých ptáků III. Sluneční jezero (Jezioro Słoneczne, 1972)
- 1968: Případ ztraceného suchoplavce (opowiadania)
- 1969: Bratři Černé planety (opowiadania fantastycznonaukowe)
- 1970: Operace „Kili” (opowiadania fantastycznonaukowe, część nakładu zniszczona przez cenzurę)
- 1970: Záhada S M
- 1970: Případ Jantarové komnaty (powieść kryminalno-fantastyczna)
- 1971: Fotografujeme na cestách (poradnik fotograficzny)
- 1972: Případ baskervillského psa (powieść kryminalno-fantastyczna)
- 1972: Pevnost bílých mravenců (opowiadania fantastycznonaukowe)
- 1973: Zájem Galaxie (opowiadania fantastycznonaukowe)
- 1974: Blázniví vynálezci (literatura faktu)
- 1974: Tušeni stinu. Hledámi ztracených civilizaci (popularnonaukowa)
- 1975: Co zavinil Gutenberg (historia książki)
- 1976: Rakve útočí (popularnonaukowa)
- 1978: Tušení souvislosti (popularnonaukowa)
- 1980: Blázni z Hepteridy (powieść fantastycznonaukowa)
- 1983: Bohové Atlantidy (powieść fantastycznonaukowa)
- 1985: Hippokratův slib (opowiadania fantastycznonaukowe)